# Ana Miralles
Ana Miralles (Madrid, 16 de diciembre de 1959) es una dibujante de historietas e ilustradora española. Su obra está presente en libros infantiles y juveniles, carteles, revistas, álbumes colectivos, publicidad, folletos, serigrafías. También ha sido diseñadora de vestuarios y fondos escenográficos en teatro y cine.

## Biografía
Estudió Bellas Artes en la escuela de San Carlos de Valencia y se dio a conocer en el Saló Internacional del Còmic de Barcelona (actual Còmic Barcelona) en 1982 gracias a una exposición para dibujantes noveles organizada por el programa de Radio 3, «Rock, cómics y otros rollos», lo que le permitió debutar profesionalmente en la revista Rambla nº4, en pleno apogeo del cómic para adultos en España. Posteriormente colabora en revistas como Madriz («Bares de todo el mundo») y Cairo donde realiza su primera serie «Marruecos, mon Amour» (1987), con guion de Antonio Segura, y otras como Marca Acme, Blue Press, Marie-Claire y Vogue.
En 1990 aparece su primer álbum El Brillo de una Mirada, con Emilio Ruiz, una incursión al erotismo publicada en La General en una edición en blanco y negro. En 1991 fue reeditado en color en formato álbum por Casset.
Entre 1991 y 1994 publicó con Antonio Segura la trilogía Eva Medusa editado por la Glénat en Francia y España, obteniendo el reconocimiento a nivel internacional.
En 1996 publica un álbum de pequeño formato recogiendo sus primeros trabajos, Dossier A.M., editado por Midons, dentro de la colección «Sombras».
En los años 1990 realiza varias colaboraciones para la revista Je bouquine, en su sección «Dossier Literaire». Se trata de adaptaciones al cómic de clásicos donde destaca La reine des neiges o Ferragus, entre otras. En 1996 publica, junto a Emilio Ruiz, en la revista Vogue España, la serie Kim y Ka, colaboración que se extenderá a lo largo de cuatro números.
También junto a Emilio Ruiz adapta al cómic En busca del unicornio, de Juan Eslava Galán, La herida y el bálsamo (1997), Los herreros blancos (1998) y Finis Africae (1999) para el sello barcelonés Glénat España. Juan Eslava Galán se implica en todos los aspectos referentes a la documentación, proporcionando a los autores todo su apoyo al respecto. Dicho cómic es galardonado con el premio del Diario de Avisos en 1998 al mejor guion.
En 2001 publica Djinn en el mercado francófono, con guiones del belga Jean Dufaux, para la editorial francesa Dargaud. La serie consta de 13 tomos y tres especiales fuera de colección. La autores tuvieron varios desencuentros a causa del guion, en concreto el más profundo fue en el segundo tomo donde se narra cómo la protagonista debe conseguir «las treinta campanillas» como paso obligado para superar una prueba. La serie se ordena en tres ciclos: Turco, Africano e Indio. Es una historia hábilmente narrada en dos tiempos separados en casi un siglo. Cuenta la búsqueda de una mujer que investiga sobre el pasado de su abuela, favorita de un sultán. Obra de influencia orientalista que bebe de autores clásicos, en Djinn la autora ha creado un universo propio rico en detalles donde destaca la sutileza del color, la fineza del trazo, así como la caracterización de los diferentes personajes y el erotismo que envuelve la globalidad de la obra.
En 2009 publica De mano en mano (De Ponent, 2009), con guion de Emilio Ruiz. Historia de las diferentes peripecias del protagonista que nos es otro que un billete de 20 euros desde que sale de un cajero automático, pasando por varios dueños, hasta su desenlace. La historia sirve de escenario para presentar un retrato costumbrista de la sociedad actual con ciertas dosis de humor y realismo social.
En 2011, junto con Emilio Ruiz, publica el primer libro infantil de Wáluk, de una serie compuesta por tres tomos en la editorial Astiberri. Waluk ha sido publicado además en euskera, francés, inglés, portugués (Brasil) y chino. Ese mismo año, con guion de Ruiz, publica en la editorial francesa 12 bis la serie Muraqqa en una edición conjunta en varios idiomas que sale al mismo tiempo. En él se narra la vida de una muchacha de principios del siglo XVII llamada Priti, que acude al harén del emperador mogol Jahangir con el encargo de la emperatriz Nur Jahan para ilustrar la vida del harén, símbolo de poder y riqueza del imperio, capaz de decidir, en gran medida, sobre su propio destino. La serie, prevista en un principio en cuatro tomos, no tuvo continuación al quebrar la editorial cuando estaban realizando la segunda entrega, la cual quedó inconclusa.

## Premios y distinciones
- 1993 Premio Haxtur a la "Mejor Historia Larga" por "Eva Medusa" en el Salón Internacional del Cómic del Principado de Asturias España
- 1993 Premio Haxtur al "Finalista Más Votado por el Público" por "Eva Medusa" en el Salón Internacional del Cómic del Principado de Asturias España
- 1993 Nominada al Premio Haxtur al "Mejor Dibujo" por "Eva Medusa" en el Salón Internacional del Cómic del Principado de Asturias España
- 2003 Premio Haxtur a la "Mejor Portada" por "Djinn (nº1)" en el Salón Internacional del Cómic del Principado de Asturias España
- 2009 Premio del Salón de Barcelona en reconocimiento a su trayectoria.
- XXXV Premio Diario de Avisos 2011 al mejor dibujo de historieta realista.[4]